# James O'Neill (padre)
O cônego James Kearney O'Neill era natural de Ballypatrick, Condado de Antrim, Irlanda, onde seu tio materno, Thomas J. Kearney, havia sido pároco anteriormente.
A ordem dos Cavaleiros de Columbano foi fundada em 1915 pelo Rev. O'Neill para promover e fomentar fé e a educação católicas. 
Ele nasceu e foi criado em Carey House, Ballypatrick, Carey. Ele estudou na Escola Clássica em Downpatrick, matriculou-se no St. Malachy's Diocesan College em fevereiro de 1872 e entrou em Maynooth em setembro de 1875. Em 1906 foi nomeado pároco da Paróquia do Sagrado Coração, Oldpark Rd., Belfast.
Ele foi muito influenciado pela doutrina social da Igreja e particularmente pela encíclica "Rerum Novarum". Pe. O'Neill (então Cônego) morreu em 18 de março de 1922 e está sepultado nos fundos da igreja em Ballyvoy. A Ordem presta homenagem a ele em maio de cada ano, com a celebração da Missa em Ballyvoy.